# Старотукраново
Старотукра́ново (рос. Старотукраново, башк. Иҫке Туҡран) — присілок у складі Бураєвського району Башкортостану, Росія. Входить до складу Бадраковської сільської ради.
Населення — 173 особи (2010; 220 у 2002).
Національний склад:
- башкири — 99 %